# Cantoni di Lione
La città di Lione era ripartita in 14 cantoni dell'Arrondissement di Lione.
Erano identificati dai numeri romani da I a XIV, ciascuno comprendente una parte della città. Nessun altro comune limitrofo vi era incluso.
Dal 1º gennaio 2015, con la costituzione della Metropoli di Lione ( Métropole de Lyon), collettività territoriale a statuto speciale, i cantoni sono stati soppressi.